# Claire Boles
Pour les articles homonymes, voir Boles.
Pas d'image ? Cliquez ici

a Compétitions nationales et continentales officielles uniquement.

b Matchs officiels uniquement.
Dernière mise à jour le 23 mars 2025.
Claire Boles, née le 28 mai 1998 à Enniskillen (Irlande), est une joueuse internationale irlandaise de rugby à XV et internationale de rugby à sept évoluant au poste de troisième ligne aile.

## Biographie
Claire Boles naît le 28 mai 1998 à Enniskillen en Irlande.
Elle joue en 2025 au club du Railway Union RFC et pour la province de l'Ulster.
Elle a, début 2025, trois sélections en équipe d'Irlande quand elle est retenue pour le Tournoi des Six Nations sous les couleurs de son pays.